# Hot (album)
Hot je první studiové album od rumunské zpěvačky Inna. Datum vydání bylo stanoveno na 8. říjen 2009.

## Seznam skladeb
1. "Hot" – 3:38
2. "10 Minutes" - 3:20
3. "Love" – 3:40
4. "Amazing" - 3:25
5. "Déjá Vu" - 4:20
6. "Nights And Days" – 3:23
7. "Fever" – 3:26
8. "Left And Right" (ft. Play & Win) – 4:29
9. "Don't Let The Music Die" – 3:36
10. "On And On" – 4:39
11. "Ladies" – 5:08
12. "On And On" (Chillout Mix) – 3:59